# Jazep Jur’jevič Liosik
Jazep (Iosif) Jur'jevič Liosik (tiếng Belarus: Язэп (Іосіф) Юр'евіч Лёсік; 18 tháng 11 năm 1883 Mikalajeŭščyna, Minsk, Litva- 1 tháng 4 năm 1940 Saratov) là nhà hoạt động xã hội cánh tả người Belarus, chính khách, nhà văn, nhà báo, nhà ngôn ngữ học và chuyên gia văn học, nhà giáo dục, người ủng hộ nền độc lập cho Belarus; đại biểu Đại hội toàn Belarus lần thứ nhất năm 1918, tham gia khởi xướng thành lập Cộng hòa Nhân dân Belarus (tiếng Belarus: Белару́ская Наро́дная Рэспу́бліка, БНР-BNR) rồi giữ chức Chủ tịch Rada BNR tương đương nguyên thủ quốc gia; viện sĩ Viện Hàn lâm Khoa học Quốc gia Belarus. Sau khi bị cả chế độ Sa hoàng lẫn chính quyền xô viết bắt giữ và áp bức chính trị nhiều lần, ông đã mất trong nhà tù.

## Tiểu sử

### Tuổi thơ và tuổi trẻ
Jazep Liosik sinh ngày 18 tháng 11 (6 tháng 11) năm 1883, tại làng Mikalajeŭščyna, huyện Minsk, tỉnh Minsk, Đế quốc Nga (nay thuộc huyện Staŭbcoŭ, tỉnh Minsk, Belarus). Cha mẹ là Jurka và Chryscina Liosik là nông dân làm thuê trên ruộng đất của gia tộc Radziwiłł, Jazep là con út trong gia đình có bảy con trai và ba con gái nên không phải tham gia lao động quá nhiều. Sau khi tốt nghiệp trường Nikolayev và hai năm ôn thi, Jazep nộp đơn vào Trường sư phạm Niasviž nhưng không được nhận. Năm 1898, Jazep theo học Trường sư phạm Maladziečna rồi bị đuổi học khi mới năm hai do "ngỗ ngược", các trường khác cũng cấm cửa luôn. Năm 1900, Jazep đến Novhorod-Siverskyi nơi anh trai Anton dạy học và theo học năm cuối tại đây đến khi tốt nghiệp năm 1902. Jazep vượt qua kỳ thi lấy giáo viên trường làng và tiểu học của Novhorod-Siverskyi.

### Cách mạng 1905 và đi đày

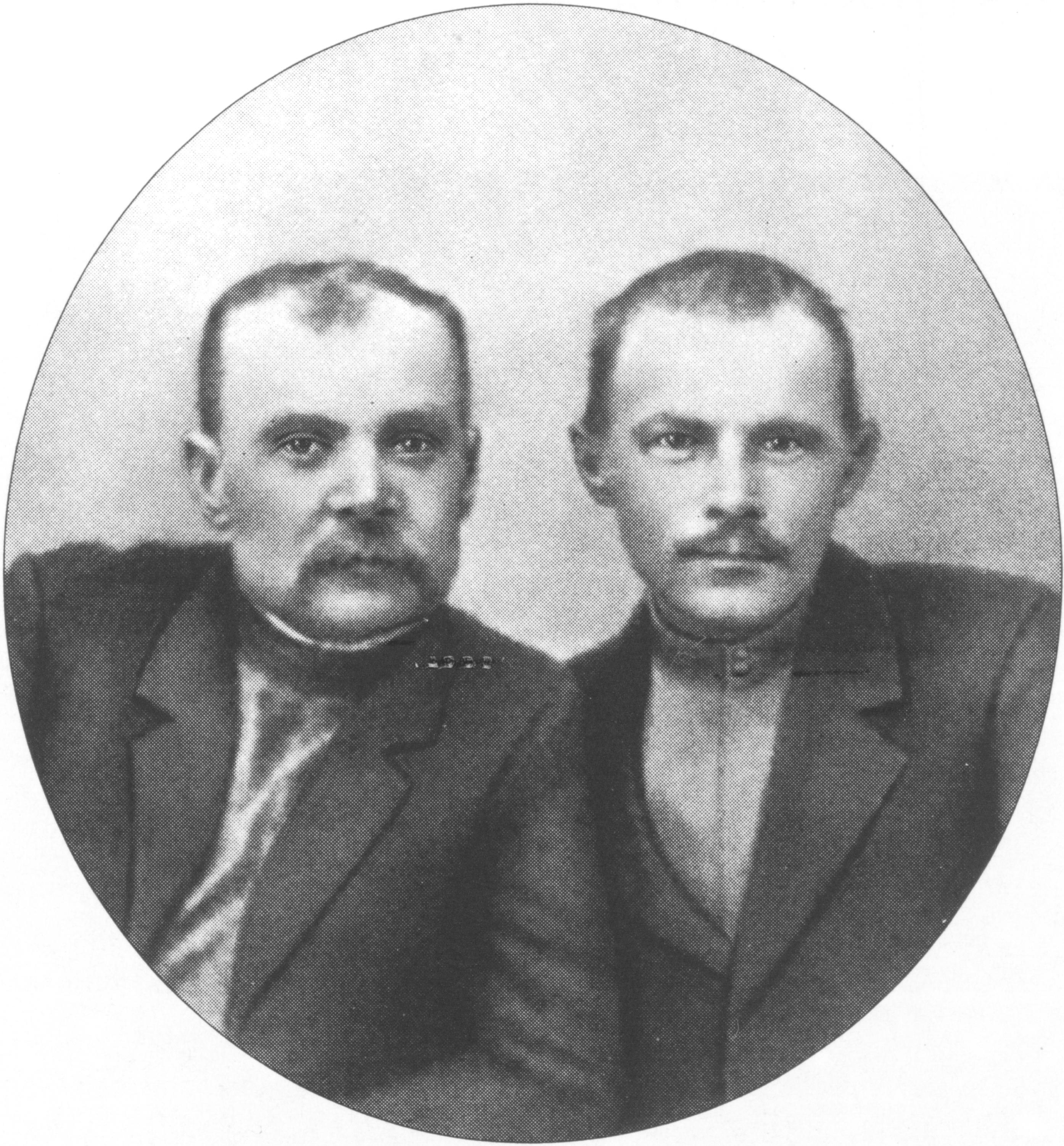
Jazep Liosik (trái) và Alieś Harun khi đi đày ở Bodaybo năm 1914

Khi mới học xong, Jazep làm giáo viên tiếng Nga tại Trường Kinh tế Nông thôn Bobruisk. Đến năm 1903, ông quay trở lại vùng phụ cận Novhorod-Siverskyi để dạy học tại Hramiač tỉnh Chernigov. Cách mạng 1905, Jazep tổ chức mít tinh vận động nông dân địa phương trong trường học, đọc cho họ nghe báo và bình luận về tình hình trong nước, bày tỏ phải lấy đất của địa chủ chia cho nông dân. Cùng năm, chính quyền Nga bắt giam Jazep. Dân chúng Hramiač phẫn nộ toan kéo đến nhà tù đòi thả nhưng cuối cùng không thực hiện. Năm 1907, Jazep bị đưa đến Starodub xét xử. Ông đào thoát khỏi nhà tù, trốn ở Stoŭbcy, Sankt-Peterburg và hai năm ở thị trấn Krasnovka gần Luhansk là nơi một anh trai đang làm viên chức. Năm 1911, Jazep bị bắt khi quay lại Novhorod-Siverskyi. Tại Starodub, ông bị kết án đi đày đến Siberia vô thời hạn. Lúc đầu thụ án tại Kirensk rồi chuyển đến các làng huyện Szreny, có một khoảng thời gian ngắn thì Jazep ở tại Bodaybo tỉnh Irkutsk. Tại Bodaybo, Jazep viết văn và thử tổ chức trường tiểu học nhưng nhanh chóng bị chính quyền đóng cửa. Ông duy trì liên lạc với những người làm chính trị bị đi đày khác, theo dõi tình hình quê nhà và viết bài cho tờ báo Nasha Niva tiếng Belarus, đăng tải thư từ, truyện và thơ mình. Ông kết bạn với Alieś Harun về sau là nhà văn và chính khách Belarus.

### Phong trào dân tộc Belarus

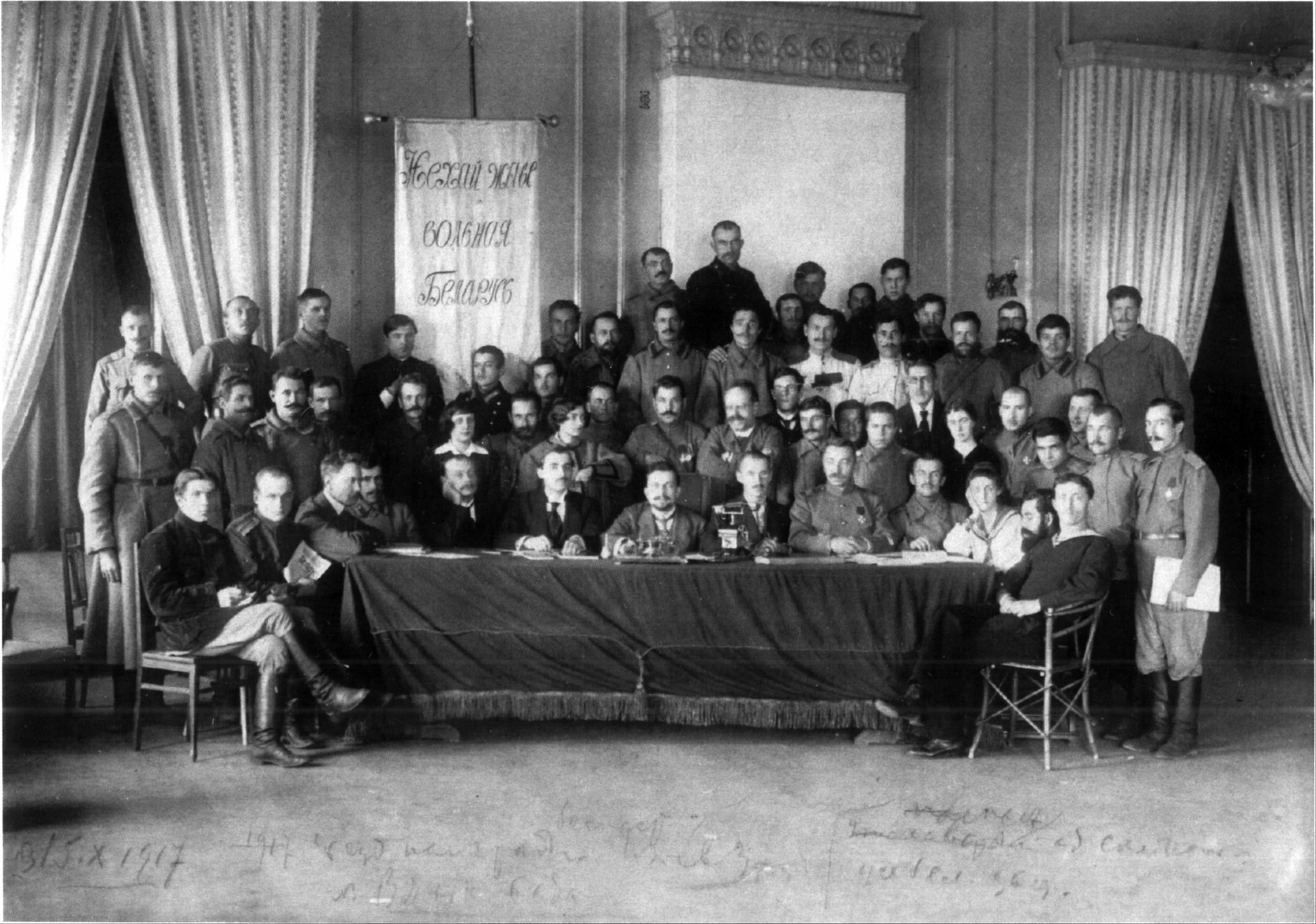
Hội nghị giữa VBR và CBVR năm 1917, Jazep Liosik ở hàng đầu, thứ năm từ trái sang

Sau Cách mạng Tháng Hai năm 1917, Jazep được thả về, sống ở Minsk. Ông tham gia phong trào dân tộc cánh tả Belarus và là một trong những lãnh đạo tích cực của Hội Xã hội chủ nghĩa Belarus (tiếng Belarus: Беларуская сацыялістычная грамада, БСГ - BSH). Jazep đại diện cho BSH tham gia Ủy ban Quốc gia Belarus (tiếng Belarus: Беларускі Нацыянальны Камітэт, БНК - BNK) được thành lập ngày 7–9 tháng 4 năm 1917. Ngày 21–23 tháng 7, Jazep dự đại hội các tổ chức và đảng phái quốc gia Belarus, tại đây BNK cũng bị giải thể. Trong ngày cuối đại hội, ông được bầu vào chủ tịch Rada Trung ương các tổ chức và đảng phái Belarus (tiếng Belarus: Цэнтральная рада беларускіх арганізацый, ЦРБА - CRBA) thay thế BNK. Từ đầu tháng 10 đến tháng 11 năm 1917, ông là thành viên Rada Đại Belarus kế thừa chuyển đối từ CRBA. Ông tham gia Đại hội toàn Belarus lần thứ nhất ngày 18–30 tháng 12 năm 1917.
Năm 1917–1918, Jazep biên tập cho tờ Volnaja Belarus. Ông là một trong những người khởi xướng tuyên bố độc lập cho Cộng hòa Nhân dân Belarus (BNR) ngày 25 tháng 3 năm 1918. Năm 1918, khi BNR hoạt động dưới quyền chiếm đóng của Đức, Jazep hỗ trợ cho lĩnh vực giáo dục. Dưới sự hỗ trợ của Jazep Jakaŭlievič Varonka và Kanstancin Barysavič Jezavitaŭ, Jazep đã tái tổ chức Hội Văn hóa Giáo dục Belarus Prasveta thành Hội Văn hóa Giáo dục Belarus ''Baćkaŭščyna''. Ông là thành viên của Rada BNR. Giữa tháng 4 năm 1918, Jazep được xem là một trong những ứng cử viên cho vị trí đứng đầu - Chủ tịch Ban Thư ký Nhân dân Belarus. Ngày 26 tháng 4 năm 1918, BNR gửi điện có chữ ký Jazep thay mặt cho chính phủ và rada tới Hoàng đế Đức Wilhelm II. Bức điện bày tỏ lời cảm ơn Đức đã "giải phóng Belarus" cùng lời yêu cầu hỗ trợ, liên minh với Đức. Động thái này bị các nhóm cánh tả, thân Nga, chống Đức trong BNR phê phán, nhiều nhân vật rút khỏi rada BNR và BSH buộc phải giải thể.

### Chủ tịch Rada BNR

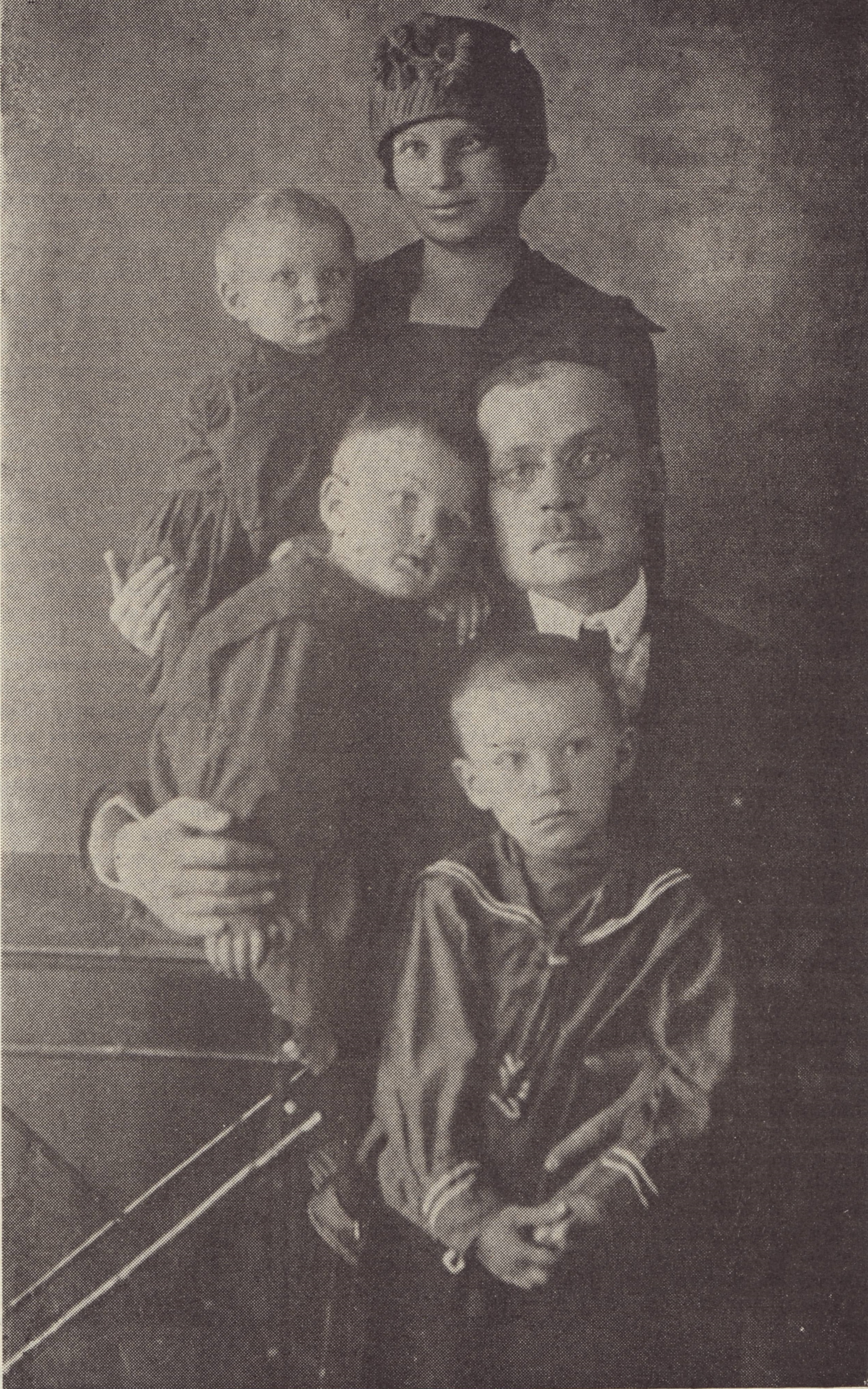
Jazep Liosik cùng vợ con

Ngày 14 tháng 5 năm 1918, tại phiên 10 kỳ họp thứ hai của Rada BNR, Jazep Liosik được bầu làm chủ tịch, chính thức trên cương vị nguyên thủ quốc gia, thay thế Ivan Mikitavič Sierada. Sau khi BSH giải thể chia tách, ông trở thành một trong những lãnh đạo của Đảng Dân chủ Xã hội Belarus (tiếng Belarus: Беларуская сацыял-дэмакратычная партыя, БСДП - BSPD) nằm trong liên minh: BSPD, BSH, Đảng Xã hội-Liên bang Belarus và Đảng Xã hội Nhân dân Belarus. Với vai trò chủ tịch Rada, Jazep nỗ lực để quốc tế công nhận nền độc lập của BNR cũng như ngăn chặn các vùng lãnh thổ bị mất. Ngày 7 tháng 10, Jazep cùng Thủ tướng Sierada gửi đơn phản đối lên Thủ tướng Đức về việc cắt các hạt Białostockki, Belsky Uyezd và Grodno cho Ba Lan. Ngày 20 tháng 10, ông tham gia phái đoàn BNR mong muốn hội kiến với Thủ tướng Đức nhằm để Đức công nhận nhà nước Belarus và đồng ý thành lập quân đội Belarus. Phái đoàn đã không được cho gặp. Ngày 22 tháng 10, Jazep là một trong những đại diện của BNR gửi yêu cầu tới Tổng thống Hoa Kỳ để được công nhận, hỗ trợ chính trị và bảo vệ lãnh thổ sau khi quân Đức rút chạy.
Năm 1919, khi Ba Lan chiếm đóng Grodno và Vilnius, Jazep Liosik tham gia đàm phán với Tổng ủy viên Hành chính dân sự xứ Đông (tiếng Ba Lan: Zarząd Cywilny Ziem Wschodnich- ZCZW) Jerzy Osmołowski về tương lai chính trị các vùng lãnh thổ này, bao gồm cả việc tổ chức cuộc trưng cầu dân ý. Ngày 10 tháng 8, sau khi Ba Lan chiếm được Minsk từ tay quân bolshevik, ông là thành viên Ủy ban Quốc gia Belarus lâm thời đại diện cho người Belarus, không loại trừ khả năng bắt tay với Ba Lan nếu nước này công nhận BNR. Ngày 19 tháng 9, trong tư cách Chủ tịch Rada BNR, Jazep tham gia phái đoàn hội đàm với Quốc trưởng Ba Lan Józef Klemens Piłsudski tại Minsk. Phái đoàn yêu cầu Piłsudski công nhận độc lập và toàn vẹn cho BNR, dần chuyển giao quyền lực cho Rada, cho vay trợ giúp thành lập quân đội Belarus sát cánh cùng quân Ba Lan chống lại bolshevik. Phía Ba Lan không đưa ra bất kỳ cam kết nào đáp lại.

### Sau khi Rada BNR phân tách
Ngày 13 tháng 12 năm 1919, Jazep dự họp Rada BNR tại Minsk. Hôm sau, phòng họp hỗn loạn gián đoạn, nhiều thành viên bỏ đi, còn lại 8 đảng viên Đảng Cách mạng Xã hội chủ nghĩa Belarus, ba người thuộc Đảng Xã hội-Liên bang Belarus và một số nhân vật đòi được tham gia Rada. Cuối cùng, nhóm này đảo chính chống lại Rada BNR và Thủ tướng Anton Luckievič, lập ra Rada Nhân dân BNR đối chọi lại với Rada BNR. Những thành viên còn lại của Rada BNR họp tại nhà riêng của Aliaksandr Mikitavič Ulasaŭ, thành lập Rada tối cao BNR gồm 5 thành viên, trong đó có Jazep Liosik (tư liệu khác thì cho rằng ông giữ chức chủ tịch).
Ngày 20–24 tháng 3, Jazep tham gia đàm phán giữa đại diện hai bên Belarus và ZCZW. Theo đó, phía Belarus yêu cầu chính quyền Ba Lan bảo vệ toàn bộ Belarus, công nhận quyền làm chủ của người Belarus trong tương lai, quyền bình đẳng cho tiếng Belarus và tăng cường giáo dục Belarus. Họ mong đợi BNR độc lập nhưng trong sự liên hiệp với Ba Lan. Phía Ba Lan đã thực hiện một số yêu sách sau đó.
Năm 1919–1920, khi Minsk nằm dưới quyền Ba Lan, Jazep Liosik cộng tác với các báo tiếng Belarus Zvon và Bielaruś. Sau đó, ông kiêm luôn chủ bút tờ Bielaruś.

### Byelorussia Xô viết

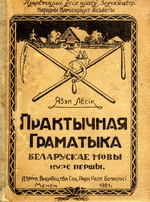
Ngữ pháp Belarus thực dụng in lần thứ nhất của Jazep Liosik

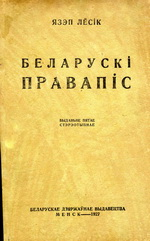
Chính tả Belarus

Sau khi Hồng quân tái chiếm Minsk kết thúc chiến tranh Nga-Ba Lan, Jazep là một những nhà hoạt động BNR đầu tiên tuyên bố công nhận quyền cai trị của Byelorussia Xô viết. Ông thôi hoạt động chính trị, chỉ còn công tác khoa học, văn hóa, giáo dục và văn học. Từ tháng 7 năm 1921, Jazep giảng dạy tại Đại học Quốc gia Belarus, một vài khóa tiếng Belarus tại Trường Trung cấp Kỹ thuật Sư phạm Belped. Năm 1922, ông được bầu vào Viện Văn hóa Belarus (tiếng Belarus: Інстытут беларускай культуры, ІБК -IBK). Jazep tham gia Ủy ban Thuật ngữ IBK và trở thành chủ tịch ủy ban từ đầu năm 1930. Năm 1927-1928, ông là giám đốc Viện Ngôn ngữ học Belarus. Năm 1928, Jazep được phong viện sĩ Viện Hàn lâm Khoa học Quốc gia Belarus.

### Bị áp chế và qua đời
Năm 1922, Jazep xuất bản cuốn Ngữ pháp Belarus thực dụng bị chính quyền Liên Xô phê phán, tờ Zviazda còn gọi đó là "phản cách mạng". Đầu tháng 11 năm 1922, Liosik bị bắt nhưng được Chính ủy Giáo dục Nhân dân Usievalad Makaravič Ihnatoŭski can thiệp nên được thả trong tháng 12. Ngày 17 tháng 7 năm 1930, Tổng cục Chính trị Liên bang (tiếng Nga: Объединённое государственное политическое управление, ОГПУ - OGPU) tại Byelorussia Xô viết tiến hành bắt giữ Liosik ngay tại khu điều dưỡng Maciesta theo kết quả điều tra bịa đặt về Liên minh giải phóng Belarus ngụy tạo. Ngày 6 tháng 12 năm 1930, theo quyết định Hội đồng Nhân dân Cộng hòa Xã hội chủ nghĩa Xô viết Byelorussia, ông bị tước danh hiệu viện sĩ cũng như các chức vụ quản lý khác. Ngày 10 tháng 4 năm 1931, OGPU kết án Jazep 5 năm lưu đày đến tỉnh Saratov về tội có hoạt động chống phá Liên Xô. Lúc đầu, ông ngụ tại Kamyshin nhưng không có việc làm. Jazep chuyển đến Nikolaevsk, dạy ngôn ngữ và văn học Nga (tư liệu khác cho là tại Atkarsk và Dubovka). Hè năm 1933, cả gia đình cùng chuyển đến đó theo Jazep.
Tháng 11 năm 1934, Ủy ban Chấp hành Trung ương toàn Nga ra lệnh ân xá cho Jazep. Hè năm 1935, ông bị từ chối khi xin phép quay lại Minsk. Trong năm đó, cả nhà chuyển đến Bryansk. Năm 1936, Jazep dạy học tại Novozbykoў hoặc Malavyškaў, gần ga Zlynka. Địa điểm này gần biên giới Byelorussia Xô viết nên Jazep có điều kiện đi sang dễ dàng hơn, thậm chí có thể đến xem hát tiếng Belarus tại Gomel. Nhưng không lâu sau, ông bị sa thải và phải quay lại Saratov hè năm 1936. Jazep tiếp tục dạy học tại Dubovka nhưng cũng bị sa thải sau một năm. Thu năm 1937, ông và gia đình chuyển đến Atkarsk, ông tiếp tục dạy tiếng và văn học Nga tại trường sư phạm kỹ thuật. Ngày 25 tháng 6 năm 1938, ông bị bắt vì liên quan đến vụ án "Tổ chức phản cách mạng của những kẻ lưu vong chính trị ở Saratov". Jazep bị giải đến nhà giam Atkarsk rồi chuyển tiếp tới Saratov. Lần cuối cùng gia đình nhận được tin ông là ngày 16 tháng 7 năm 1938 qua tấm bưu thiếp chia tay. Ngày 31 tháng 3 năm 1940, tại tòa án đặc biệt của NKVD, Jazep bị kết án 5 năm trong trại cải tạo. Tư liệu chính thức cho biết Jazep qua đời ngay ngày hôm sau do bệnh lao trong nhà giam Saratov. Nguồn tư liệu khác thì cho rằng ông bị bắn chết ngay sau khi tuyên án. Hiện chưa rõ nơi chôn cất.
Về sau, Jazep Liosik được phục hồi danh dự hai lần. Lần thứ nhất do Tòa án Saratov tuyên ngày 8 tháng 10 năm 1958 khi xét lại vụ án năm 1940. Lần thứ nhì, Tòa án Tối cao Cộng hòa Xã hội chủ nghĩa Xô viết Byelorussia tuyên ngày 10 tháng 6 năm 1988 khi xem xét vụ án từ năm 1931. Năm 1990, Jazep được truy nhận lại danh hiệu viện sĩ. Hồ sơ vụ án nhóm Liosik và đồng phạm (kèm ảnh) được lưu trong kho lưu trữ KGB Belarus với mã số № 20951-с.
Tại Belarus hiện nay không có tượng đài hay địa điểm nào tưởng nhớ Jazep Jur'jevič Liosik.

## Ngôn ngữ học
Vào thời Byelorussia Xô viết, Jazep Liosik tham gia vào công tác giáo dục, quảng bá tiếng Belarus và tăng cường nhận thức về vị thế đất nước Belarus. Ông viết báo, dịch thuật, viết bài khoa học phổ thông và truyện ngắn cho các tạp chí. Trong Ủy ban Thuật ngữ IBK, Jazep cùng đồng sáng tạo các thuật ngữ tiếng Belarus trong nhiều lĩnh vực. Ông là tác giả của sách giáo khoa ngữ pháp tiếng Belarus dành cho trường học cùng các sách kỹ thuật khác. Tác phẩm của ông là sách đầu tiên về ngữ pháp tiếng Belarus. Các trường đại học cũng sử dụng sách của Liosik. Tháng 11 năm 1926, Jazep Liosik là một trong những người khởi xướng tổ chức hội nghị học thuật về cải cách chính tả và bảng chữ cái tiếng Belarus.
Theo Liosik, ngôn ngữ văn học Belarus tiếp thu các hình thức cú pháp và từ ngữ không phù hợp từ tiếng Nga và tiếng Ba Lan. Đây là hậu quả cho việc thiếu giáo dục bằng tiếng Belarus trước đó. Mặc dù vốn từ vựng vay mượn đã được Belarus hóa nhưng văn bản thường sử dụng các hình thức tiếng Nga và tiếng Ba Lan xa lạ với tiếng Belarus. Liosik chỉ ra rằng tiếng Belarus trong sách, báo chí và sách giáo khoa đương đại không giống ngôn ngữ nói. Cùng quan điểm với Branislaŭ Adamavič Taraškievič, ông cho rằng nền tảng ngôn ngữ văn chương phải lấy từ phương ngữ đang thịnh hành. Do đó, Liosik đưa vào sách giáo khoa các nhà văn, nhà thơ có cảm nhận đặc trưng về phương ngữ dân tộc Belarus, qua đó thì các tác phẩm cũng phản ánh lời nói sống động.

## Văn học
Jazep Liosik chủ yếu viết văn xuôi và dịch văn học nước ngoài sang tiếng Belarus, ngoài ra cũng thử làm thơ. Năm 1912, tác phẩm đầu tiên là bản dịch truyện ngụ ngôn Hy Lạp cổ Herkulies i sielianin (n.đ. 'Hercules và bác nông dân' ) trên tờ Naša Niwa. Cuối năm đó là truyện ngắn Nia usie żrazam, jahamości! (n.đ. 'Không cùng nhau, thưa ngài!' ). Nasza Niwa cũng xuất bản các tác phẩm riêng của Liosik, tiêu biểu như thư từ và báo chí của mình, ví dụ nư Lios bielaruskaj nacyi i jaje movy (n.đ. 'Về số phận người Belarus và tiếng Belarus'). Thập niên 1920, sách của Liôsik bị kiểm duyệt gắt gao. Năm 1921, chính quyền Liên Xô ngăn cản không cho xuất bản văn tuyển Rodnyja wobrazy (n.đ. 'Hình ảnh nguyên bản'). Jazep Liosik cũng dịch Tuyên ngôn Đảng Cộng sản sang tiếng Belarus. Theo mô tả tại Thư viện Khoa học Trung ương Viện Hàn lâm Khoa học Quốc gia Belarus, văn xuôi của Jazep Liosik mang "tính sử thi, đặc tả chi tiết, phong phú về phương tiện diễn đạt và trung thực về tâm lý.(...) Ông khám phá tâm hồn người Belarus một cách bình dị, tránh được ước lệ sai lệch.

## Dân tộc tính
Các hoạt động chính trị và giáo dục của Jazep Liosik nhằm mục đích phổ biến ý thức dân tộc và thành lập nhà nước riêng của người Belarus. Anh trai Anton cho biết: Jazep có ý thức hệ chủ nghĩa dân tộc ngay còn khi ngồi ghế hội thảo. Tháng 9 năm 1917, Jazep viết trên tạp chí Volnaya Belaruś:
| “ | Chúng ta muốn dân ta được xây dựng đời sống trên đất nước mình và chính quyền trung ương từ Moskva hay Petrograd không can thiệp vào các vấn đề Belarus của chúng ta. Chúng ta muốn sự khác biệt đáng kinh tởm, tai hại giữa quốc gia có nhà nước với quốc gia không có đã làm mất đi sức mạnh chúng ta cuối cùng sẽ phải biến mất. Chúng ta muốn tất cả các quốc gia có nhà nước trên lãnh thổ của chính mình. | ” |

Vào thời Cộng hòa Nhân dân Belarus, Jazep ủng hộ ý tưởng một quốc gia độc lập hoàn toàn khỏi Nga. Trong nhiều hoạt động khác nhau minh chứng cho điều này, ông ủng hộ tuyên bố BNR độc lập tháng 3 năm 1918, cũng như ký bức điện cảm ơn Hoàng đế Đức đã "giải phóng Belarus" tháng 4 cùng năm.
Jazep Liosik coi trọng tiếng mẹ đẻ Belarus. Ông dùng tiếng Belarus để giao tiếp hàng ngày và dành nhiều tâm sức để phổ biến. Jazep từng có bài phát biểu trong đó nói: khi đi bộ trên đường phố Minsk và nghe thấy tiếng Belarus, tôi nghe như âm nhạc vậy.

## Đời tư
Jazep Liosik kết hôn với Vanda Liavickaja là con gái nhà văn Belarus Jadvihin Š. và có ba con. Ông cũng là chú của nhà văn Belarus Jakub Kolas. Trong thời gian lưu đày tại Siberia, Jazep bị đau thần kinh tọa và phải chống gậy đi lại từ năm 1928. Năm 1930, ông phải tới khu nghỉ dưỡng Maciesta cũng để điều trị bệnh này. Giữa thập niên 1930, sức khỏe Jazep được cải thiện.

## Tác phẩm
- Quyền tự trị của Belarus. Minsk, 1917 (tái bản lần 2: Minsk, 1990);
- Ngữ pháp Belarus thực dụng: Khóa một. Minsk, 1921;
- Bài phát biểu tiếng Belarus: Pravapis. Minsk, 1924;
- Bài phát biểu tiếng Belarus: Sintaksis. Minsk, 1925;
- Ngữ pháp tiếng nói Belarus: Fanietyka. Minsk, 1926;
- Ngữ pháp tiếng Belarus: Marfałohija. Minsk, 1927;
- Sáng tạo. Minsk, 1994[4]

Công trình khoa học cuối cùng của Jazep Liosik là Sintaksis ruskaja havorka viết năm 1938 nhưng đã bị thất lạc do bị tịch thu trong vụ khám xét bắt giữ ngày 25 tháng 6 năm đó.